# Церковь Спаса Преображения (Верзилово)
Церковь Спаса Преображения (Преображенская церковь) — церковь Русской православной церкви в селе Верзилово в городском округе Ступино Московской области.
Является объектом культурного наследия федерального значения (ранее памятником истории и культуры республиканского значения) (Постановление Совета Министров РСФСР от 07.09.1976 г. № 495).

## История
Первое письменное упоминание о сельце Верзилове на речке на Коширке Коневского стана Коломенского уезда Московской губернии находится в писцовых книгах 1577 года, но сведений о церкви в ней нет. Впервые о храме в Верзилово рассказывают приходные книги Патриаршего казенного приказа за 1657 год, где упоминается Архангельская церковь: «Коломенский уезд. Десятина Малинская. Церковь Архангела Михаила в Верзилове». В переписной книге Коломенского уезда за 1705 год впервые приводятся сведения о новой деревянной Преображенской церкви: «За столником за князь Никитою княж Федоровым сыном Мещерским село Верзилово, а в нём церковь Преображения Господня…».
В датированной 1740 годом метрической книге Коломенского уезда Каширской десятины, Верзилово упоминается как вотчина князя Петра Семёновича Мещерского. Он и начал строительство в 1740-х годах новой каменной церкви Преображения Господня. В 1749 году Петр Семёнович умер и завершил возведение храма его брат — князь Григорий Семёнович Мещерский. Так как на строительство и деревянной, и каменной церквей Преображения Господня не было получено благословение Коломенского епископа, то в документах епархии в селе Верзилове значилась церковь Архистратига Михаила (или Михаила Архангела) Малинской десятины. Только позже она стала называться Преображенской.
В апреле 1848 года было начато строительство придельной части церкви с колокольней по проекту архитектора Н. А. Зборжевского. В клировых ведомостях с 1850 года о Верзиловской церкви сообщалось так: «Настоящая церковь построена когда и кем неизвестно, придельная же сооружена тщанием княгини Натальи Димитриевны Шаховской в 1849 году». В конце 1849 года был освящен придел Архангела Михаила, а придел Рождества Божией Матери освящен тремя годами позже. В результате церковь представляла собой тип восьмерик на четверике в стиле московского барокко в одной связке с трапезной и шатровой колокольней. В 1890 году при храме была открыта церковно-приходская школа. Рядом с храмом находилось небольшое кладбище, дошедшее до настоящего времени.
Храм пережил Октябрьскую революцию и не закрывался в годы советского гонения на церковь. Только однажды, с декабря 1929 года по осень 1930 года, она временно не работала.
Настоятелем Преображенского храма является иерей Владимир Витальевич Зинчик.